# 萌えこん
萌えこん（もえこん）とは、かつて存在した同人ダウンロード専門販売店である。2004年12月28日営業開始。
同人サークルが執筆を依頼されて書く日記コーナーや「萌えぺでぃあ」、同人用語辞典など変わったコーナーもあった。
開設以来運用してきた有限会社ビッグシステムが2009年2月28日に業務停止。翌3月1日に株式会社TSMファクトリーに引き継がれたが、サイトは運営停止し、その後サイト自体も閉鎖された。